# Frau ohne Gewissen
Frau ohne Gewissen (Originaltitel Double Indemnity) ist ein US-amerikanischer Film noir unter Regie von Billy Wilder, der auch gemeinsam mit Raymond Chandler das Drehbuch verfasste. Der Film basiert auf dem Roman Doppelte Abfindung (Double Indemnity) von James M. Cain aus dem Jahre 1935 und wurde am 3. Juli 1944 in Baltimore uraufgeführt.

## Handlung
Der Versicherungsvertreter Walter Neff aus Los Angeles schleppt sich nachts in sein Büro, um dort ein Geständnis mit einem Diktierphonographen aufzuzeichnen. Er erzählt die Geschichte eines Versicherungsbetrugs, in den er selbst als Mörder verwickelt ist:
Eines Tages besucht Neff das Haus von Mr. Dietrichson, damit dieser eine Autoversicherungspolice verlängert. Doch nur dessen Frau Phyllis Dietrichson ist anwesend. Neff fühlt sich sofort zu ihr hingezogen. Bei einem zweiten Treffen – ihr Mann ist wieder nicht da – fragt sie ihn, ob sie eine Unfallversicherung für ihren Mann abschließen könne, ohne dass dieser davon erfahre. Neff ahnt, dass Phyllis Pläne haben könnte, ihren Mann zu beseitigen, und sagt ihr offen, dass er dafür nicht zu gewinnen sei. Dennoch muss Neff weiter an die attraktive Frau denken, und als sie ihn zu Hause aufsucht, erklärt er sich bereit, ihr bei dem Mord zu helfen. Die beiden beginnen eine Affäre.
Neff hat die Idee, einen Zugunfall zu inszenieren, da die Versicherung in einem solchen Fall die doppelte Summe, nämlich 100.000 Dollar (inflationsbereinigt im Jahr 2024 ca. 1,8 Millionen Dollar), zahlen würde. Um den Vertrag unbemerkt abschließen zu können, legt Neff Mr. Dietrichson zunächst die Autoversicherungspolice und kurz danach eine angebliche Kopie vor. Mr. Dietrichson unterschreibt beide, ohne zu wissen, dass es sich bei der Kopie tatsächlich um seine Unfallversicherung handelt. Bei dieser Gelegenheit lernt Neff auch die Stieftochter von Phyllis, Lola Dietrichson, kennen und fährt sie anschließend in die Stadt, wo sie sich heimlich mit ihrem Freund Nino trifft.
Um die weitere Planung des Mordes geheim zu halten, treffen sich Neff und Phyllis ausschließlich im Lebensmittelladen und telefonieren nur über Telefonzellen. Phyllis bucht ihrem Mann bei dem nächsten passenden Anlass eine Zugreise. Am Tag der Abreise verschafft Neff sich zunächst ein Alibi und versteckt sich dann im Auto von Phyllis. Das Ehepaar Dietrichson steigt ein, und kurz vor dem Ziel gibt Phyllis ein Hupzeichen, woraufhin Neff ihrem Mann von hinten das Genick bricht. Neff gibt sich anschließend als Dietrichson aus, steigt in den Zug und geht auf die hintere Plattform. Ein Passagier namens Jackson sucht das Gespräch mit Neff, doch der wimmelt ihn ab. In einem unbemerkten Moment springt er vom Zug. Dort wartet Phyllis bereits auf ihn und sie legen die Leiche von Mr. Dietrichson auf die Schienen.
Nach Bekanntwerden des Falls wird Neffs Kollege und Freund Barton Keyes mit der Untersuchung der näheren Umstände beauftragt – in der Hoffnung der Versicherungsfirma, doch nicht die 100.000 Dollar auszahlen zu müssen. Wie von dem Mörderpaar erhofft, glaubt der Versicherungsdetektiv Keyes zunächst, dass es sich um einen Unfall handelte. Neff fühlt sich zunächst sicher, doch dann wird Keyes stutzig: Kurz vor seinem Tod hatte Mr. Dietrichson bei einem Unfall einen Beinbruch erlitten, doch warum hatte er diesen nicht bei seiner Unfallversicherung gemeldet? Keyes hat auf einmal eine neue Vermutung: Mord. 
Eines Tages erhält Neff in seinem Büro Besuch von Lola. Sie erzählt ihm, dass sie gesehen hat, wie ihre Stiefmutter Phyllis einige Tage vor Dietrichsons Tod Trauerkleidung anprobierte. Außerdem hegt Lola den Verdacht, dass die damalige Krankenschwester Phyllis vor einigen Jahren bereits ihre leibliche Mutter umbrachte. Neff freundet sich mit Lola an und kann sie vorerst davon abhalten, ihren Verdacht irgendwem anders mitzuteilen. Als Keyes an einem anderen Tag Neff in sein Büro bittet, wird dieser mit einem neuen Problem konfrontiert: Der Mann Jackson, der ihn auf der Plattform des Zuges gesehen hatte, will aussagen. Jackson erkennt Neff zwar nicht wieder, ist sich aber sicher, dass die Person im Zug jünger war als Mr. Dietrichson. Keyes schließt daraus, dass Phyllis Dietrichson einen männlichen Komplizen bei dem Mord gehabt haben muss, und lässt ihr Haus observieren. 
Bei einem geheimen Treffen erklärt Neff Phyllis den Ernst der Lage und bittet sie, nicht den Versicherungsanspruch vor Gericht weiterzuverfolgen, weil dann das Risiko der Aufdeckung zu groß wäre. Außerdem konfrontiert er sie mit den Anschuldigungen ihrer Stieftochter. Phyllis reagiert verständnislos und wütend, das Verhältnis der beiden Mörder zueinander kühlt ab. Die Observation des Dietrichson-Hauses ergibt unterdessen, dass Lolas Freund Nino seit dem Mord regelmäßig Phyllis Dietrichson besucht und eine Affäre mit ihr hat. Keyes hält Nino für den gesuchten Mordkomplizen von Phyllis und möchte den Fall in Kürze der Polizei übergeben. Neff vermutet korrekt, dass Phyllis nun Nino zum Mord an Lola manipulieren möchte, um so Alleinerbin ihres toten Ehemanns zu werden. Langsam keimt in Neff der Wunsch, Phyllis loszuwerden: falls diese tot und Nino als Hauptverdächtiger der Mordtaten dastehe, hätte er selbst nichts zu befürchten.
Bei einem letzten Besuch, den er Phyllis zu Hause abstattet, will er sie umbringen. Doch auch sie verfolgt ihre eigenen Pläne. Sie schießt zuerst auf Neff, trifft ihn aber nicht tödlich. Plötzlich wirft sie sich ihm in die Arme, als würde sie ihn trotz allem lieben. Neff tötet sie jedoch, noch während ihrer Umarmung, mit zwei Schüssen. 
Am Ende des Geständnisses tritt Keyes ins Büro, der schon ungefähr Bescheid weiß. Neff, der sein Schicksal nicht wahrhaben will, versucht die Flucht zu ergreifen, schafft es mit seiner Schussverletzung jedoch nur bis zur Tür und bricht zusammen. Sein Freund Keyes zündet ihm eine Zigarette an.

## Rezeption
Eine zu sämtlichen Schandtaten bereite Femme fatale sowie ein zum Mordkomplizen mutierender Durchschnittstyp – derartige Rollen waren im damaligen Mainstreamkino Hollywoods mehr als ungewöhnlich. Eine besondere Stellung besitzt diese Charakterprägung der Hauptfiguren darüber hinaus auch im Zusammenhang mit der Stilrichtung der Filmgeschichte, die später als Film noir bezeichnet worden ist, da die Protagonisten samt und sonders unmoralisch handeln, das Publikum aber trotzdem eine gewisse Sympathie für sie aufbringen kann. Insofern gilt Frau ohne Gewissen heute als herausragendes Exemplar des Film noir. Wesentlich dazu beigetragen hat Barbara Stanwyck, deren Verkörperung einer mit krimineller Energie und beträchtlichen manipulativen Fähigkeiten ausgerüsteten Verführerin das Rollenschema der Femme fatale entscheidend geprägt hat.

## Hintergrund

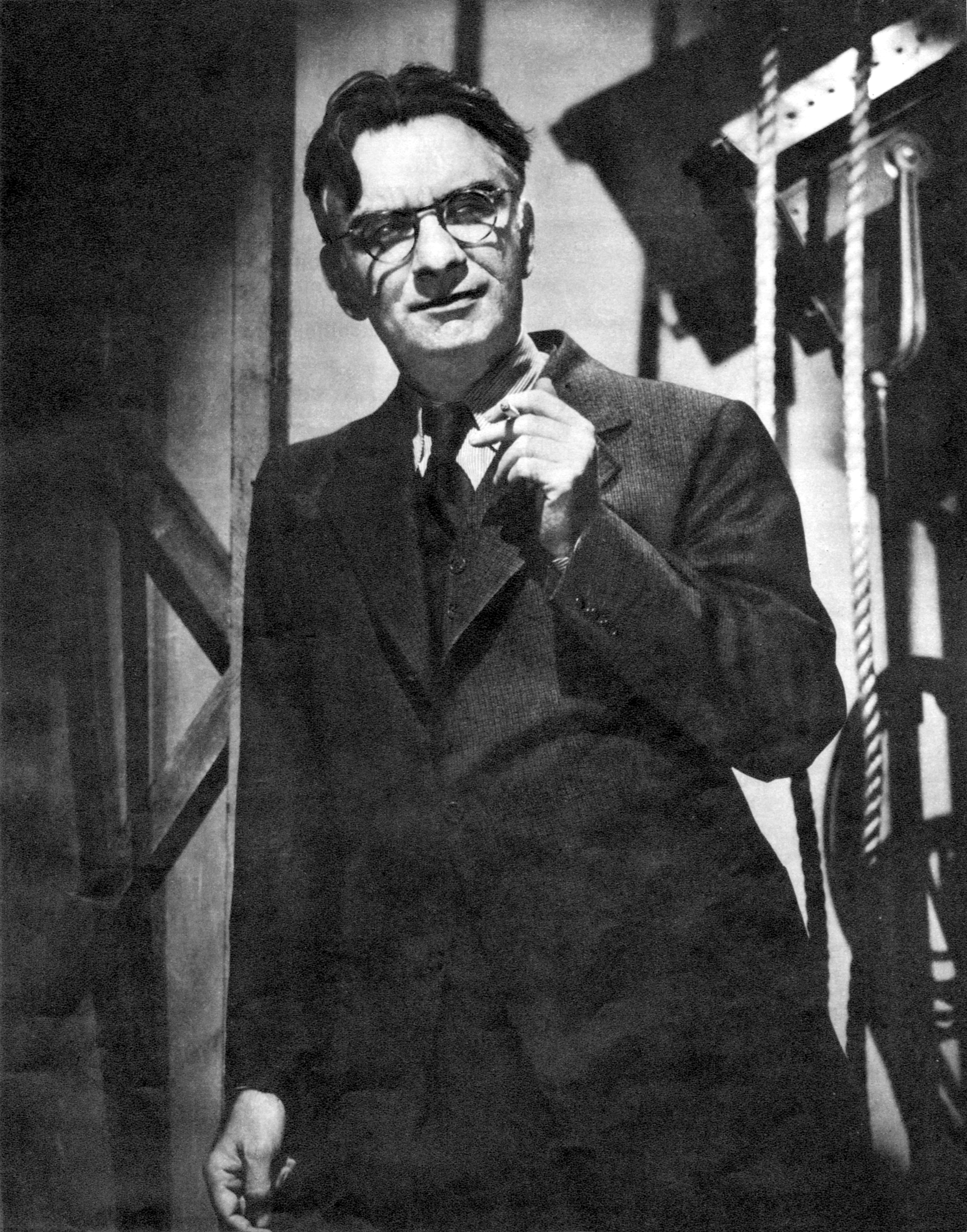
James M. Cain

Der Roman Double Indemnity von James M. Cain erschien im Jahre 1935 und basierte auf einem wahren Fall, der sich 1927 ereignet hatte: Ruth Snyder überredete ihren Liebhaber Judd Gray, ihren Ehemann zu ermorden und es wie einen Unfall aussehen zu lassen, um dann eine doppelte Versicherungssumme einzustreichen. Das Mörderpaar wurde jedoch schon kurz nach der Tat überführt und ein Jahr später auf dem elektrischen Stuhl hingerichtet. Der Buch- und Filmtitel Double Indemnity bezeichnet im englischsprachigen Raum die beim Unfalltod doppelt ausgezahlte Versicherungssumme.
Paramount Pictures kaufte die Verfilmungsrechte für 15.000 US-Dollar, obwohl das Hays Office dem Material kritisch gegenüberstand und die detaillierte Schilderung einer Mordtat als gefährdend für junge Menschen ansah. Die Regie übernahm der gebürtige Österreicher Billy Wilder, der erst zwei Jahre zuvor seinen ersten Hollywood-Film, Der Major und das Mädchen, gedreht hatte. Der Erfolg von Frau ohne Gewissen sollte ihm einen weiteren Karriereschub bringen. Die schwierige Aufgabe für Wilder war es, die Handlung so umzuschreiben, dass sie den Zensurregeln des Hays Codes entsprach, aber dennoch überzeugend und spannend blieb. Ursprünglich war ein Schluss geplant gewesen, um das Hays Office zufriedenzustellen, in dem Neff zunächst festgenommen und anschließend in der Gaskammer hingerichtet wird. Wilder entschied sich jedoch später für einen anderen Ausgang der Handlung, der nach seiner Auffassung besser zu den Charakterzeichnungen der Hauptfiguren passt.
Wilder schrieb üblicherweise seine Drehbücher gemeinsam mit Charles Brackett, doch der stieg aus dem Projekt aus, weil er es für zu „schmutzig“ hielt. Raymond Chandler, einer von Amerikas führenden Kriminalautoren und Schöpfer des Detektives Philip Marlowe, wurde daher als Wilders Drehbuchpartner verpflichtet und arbeitete für Frau ohne Gewissen erstmals an einem Drehbuch mit. Hierfür war er insbesondere wegen seiner Fähigkeit engagiert worden, Dialogpassagen für hartgesottene Charaktere zu liefern. Zuvor hatte er dies bereits mit seinem Romanerfolg The Big Sleep (als Tote schlafen fest im Jahr 1946 verfilmt) unter Beweis gestellt. Die Zusammenarbeit zwischen Wilder und Chandler am Drehbuch war allerdings von Konflikten geprägt und Chandler drohte mehrmals, aus dem Projekt auszusteigen. Raymond Chandler ist im Film auch in einem Cameo-Auftritt zu sehen: Als Mann, der vor dem Büro von Keyes ein Buch liest.
Das Filmbudget lag mit 980.000 US-Dollar relativ hoch, und gleich drei große Hollywood-Stars wurden für die Hauptrollen verpflichtet. Nachdem Wilder zunächst Alan Ladd oder George Raft für die Rolle des Walter besetzen wollte, kam er letztlich auf Fred MacMurray. Der hatte jedoch zuvor nur leichtere Komödienrollen gespielt und war überrascht, dass Wilder ihn in einem solch untypischen und düsteren Part besetzen wollte. Frau ohne Gewissen wurde für MacMurray der Durchbruch als dramatischer Schauspieler. Auch für Barbara Stanwyck war es ein ungewöhnlicher Gedanke, eine Mörderin zu spielen, obwohl sie bereits zuvor einige Kriminelle gespielt hatte. Edward G. Robinson wollte zunächst seine Rolle als Keyes ablehnen, da er hier nur die drittgrößte Rolle spielen sollte und es als einen Schritt rückwärts sah, da er zuvor meist an erster Stelle im Vorspann stand. Robinson stimmte zu, nachdem ihm auffiel, dass er mit über 50 Jahren nun eher Charakterrollen spielen musste; zudem versicherte Wilder ihm, dass er dasselbe Gehalt wie Stanwyck und MacMurray für weniger Drehtage bekommen sollte. Für Jean Heather als Lola und Byron Barr als Nino Zachetti bildete Frau ohne Gewissen das Filmdebüt; für Tom Powers als Mr. Dietrichson den ersten Film seit dem Jahre 1917.
Billy Wilder hatte die Idee der blonden Perücke, die Stanwyck den Film über trägt. Mit dieser offensichtlich falsch wirkenden Perücke wollte er die Falschheit von Phyllis’ Charakter auch in ihrem Äußeren verdeutlichen. Im Verlauf der Dreharbeiten wurde Wilder mit der blonden Perücke aber zunehmend unzufrieden. Da bereits etliche Szenen gedreht waren, war es zu diesem Zeitpunkt jedoch bereits zu spät für eine Änderung der Haartracht.
Das Originalhaus aus dem Film steht weitgehend unverändert noch heute. Es befindet sich am Quebec Drive 6301 in den Hollywood Hills.

## Kritiken
Frau ohne Gewissen war bei seiner Veröffentlichung sowohl bei Kritikern als auch an den Kinokassen ein Erfolg. Er gilt heute in der Filmkritik als Meisterwerk und als einer der standardsetzenden Filme des Film noir.

„Psychologisches Kriminaldrama mit exakter Menschenzeichnung und intensiv gesteigerter Spannung. Typisches Beispiel für den amerikanischen Film Noir.“

## Synchronisation
Die deutsche Synchronfassung entstand 1950 bei der Elite Film Synchron in Berlin unter Leitung von Ernst Schröder. Dabei wurden mehrere Rollennamen geändert; aus Keyes wurde „Kirst“, Nino Zachetti wurde in „Tino Zachett“ umbenannt. Hellmuth Karasek berichtet in seiner Biografie Billy Wilder – eine Nahaufnahme, dass sich Wilder über den deutschen Titel lustig gemacht habe: „Frau ohne Gewissen? Das trifft doch auf nahezu jede Frau zu“.
| Rolle                            | Schauspieler       | Dt. Synchronstimme     |
| -------------------------------- | ------------------ | ---------------------- |
| Walter Neff                      | Fred MacMurray     | Ernst Wilhelm Borchert |
| Phyllis Dietrichson              | Barbara Stanwyck   | Elisabeth Ried         |
| Barton Keyes (dt.: Kirst)        | Edward G. Robinson | Alfred Balthoff        |
| Mr. Jackson, der Augenzeuge      | Porter Hall        | Kunibert Gensichen     |
| Lola Dietrichson                 | Jean Heather       | Gina Presgott          |
| Mr. Dietrichson                  | Tom Powers         | Alfred Haase           |
| Nino Zachetti (dt. Tino Zachett) | Byron Barr         | Eckart Dux             |
| Sam Gorlopis, LKW-Fahrer         | Fortunio Bonanova  | Erich Dunskus          |
| Nettie, Dienstmädchen            | Betty Farrington   | Elfe Schneider         |

## Auszeichnungen
Frau ohne Gewissen war bei der Oscar-Verleihung im Jahr 1945 in sieben Kategorien nominiert: Bester Film, Beste Regie, Bestes adaptiertes Drehbuch, Beste Hauptdarstellerin (Barbara Stanwyck), Beste Filmmusik – Drama/Komödie, Beste Kamera/schwarz-weiß sowie Bester Ton. Gewinnen konnte dieser Film in keiner Kategorie. Geschlagen geben musste er sich insbesondere in drei Kategorien der Komödie Der Weg zum Glück. Barbara Stanwyck musste Ingrid Bergman für deren Hauptrolle in Das Haus der Lady Alquist den Vortritt lassen.
1992 wurde Frau ohne Gewissen in das National Film Registry aufgenommen, ein Verzeichnis US-amerikanischer Filme, die als besonders erhaltenswert angesehen werden.
In den vom American Film Institute zusammengestellten Top-Listen ist Frau ohne Gewissen mehrfach vertreten: Auf Platz 38 (Ausgabe 1998) und Platz 29 (Ausgabe 2007) der 100 besten amerikanischen Filme aller Zeiten, auf Platz 24 der 100 besten amerikanischen Thriller sowie auf Platz 8 der Top 50 der Schurken (Phyllis Dietrichson).

## Remakes und Bezüge
Im Jahr 1954 wurde im Rahmen der fünften Staffel des Lux Video Theatres (1950–1959) der Stoff erneut für das Fernsehen verfilmt. In der Episode mit dem Titel Double Indemnity, die am 16. Dezember 1954 in den USA ausgestrahlt wurde, agierten Laraine Day und Frank Lovejoy in den Hauptrollen.
Im Jahr 1973 wurde Cains Roman ein zweites Mal von Regisseur Jack Smight für das Fernsehen verfilmt. In Double Indemnity waren Samantha Eggar als Phyllis Dietrichson, Richard Crenna als Walter Neff und Lee J. Cobb als Barton Keyes zu sehen. Der 75-minütige TV-Film, der am 13. Oktober 1973 im US-Fernsehen gezeigt wurde, konnte jedoch nicht an den großen Erfolg von Billy Wilders Original anknüpfen.
Auf Frau ohne Gewissen wird in zahlreichen Filmen Bezug genommen, unter anderem in Die Hexen von Eastwick (1987), Charlie und die Schokoladenfabrik (1971), Woody Allens Manhattan Murder Mystery (1993) und Brian De Palmas Femme Fatale (2002). Ausschnitte sind außerdem in die Film noir-Hommage Tote tragen keine Karos (1982) eingeflossen. Starke inhaltliche Bezüge weist Lawrence Kasdans Thriller Heißblütig – Kaltblütig (1981) auf.

## Medien

### DVD- / Blu-ray-Veröffentlichung
- Hollywood Highlights: Frau ohne Gewissen (Double Indemnity), Universum Film GmbH, 2008 (DVD), 2013 (Blu-ray)